# Laura Unsworth
Laura Roper, de soltera Laura Unsworth (Sutton Coldfield, 8 de marzo de 1988) es una jugadora de hockey sobre césped inglesa que juega como centrocampista o defensora para East Grinstead y las selecciones nacionales de Inglaterra y Gran Bretaña.
Ella es la primera jugadora británica de hockey sobre césped en ganar tres medallas olímpicas.
Unsworth asistió a la escuela primaria Coppice, a la escuela secundaria para niñas Sutton Coldfield y a la Universidad de Loughborough.

## Trayectoria en clubes
Roper juega hockey de club en la Premier Division de la Women's England Hockey League para East Grinstead. También ha jugado para Holcombe, Loughborough Students y Sutton Coldfield.

## Trayectoria internacional
Unsworth hizo su debut internacional en 2008 y formó parte de los equipos de Gran Bretaña que ganaron la medalla de oro en los Juegos Olímpicos de Río de Janeiro 2016. En Río venció a Países Bajos en la final y ganó, por primera vez en su historia, la medalla de oro para la selección británica. y medallas de bronce en los Juegos Olímpicos de Londres 2012 y en Tokio 2020 al derrotar a India en la final por el tercer puesto.
Unsworth también compitió por Inglaterra en el Campeonato Europeo, ganando tres medallas de bronce, una de plata y una de oro, ganadas en Londres en 2015. También compitió por Inglaterra en los Juegos de la Commonwealth, consiguiendo bronce y plata en 2010 y 2014.